# Şevval Sam

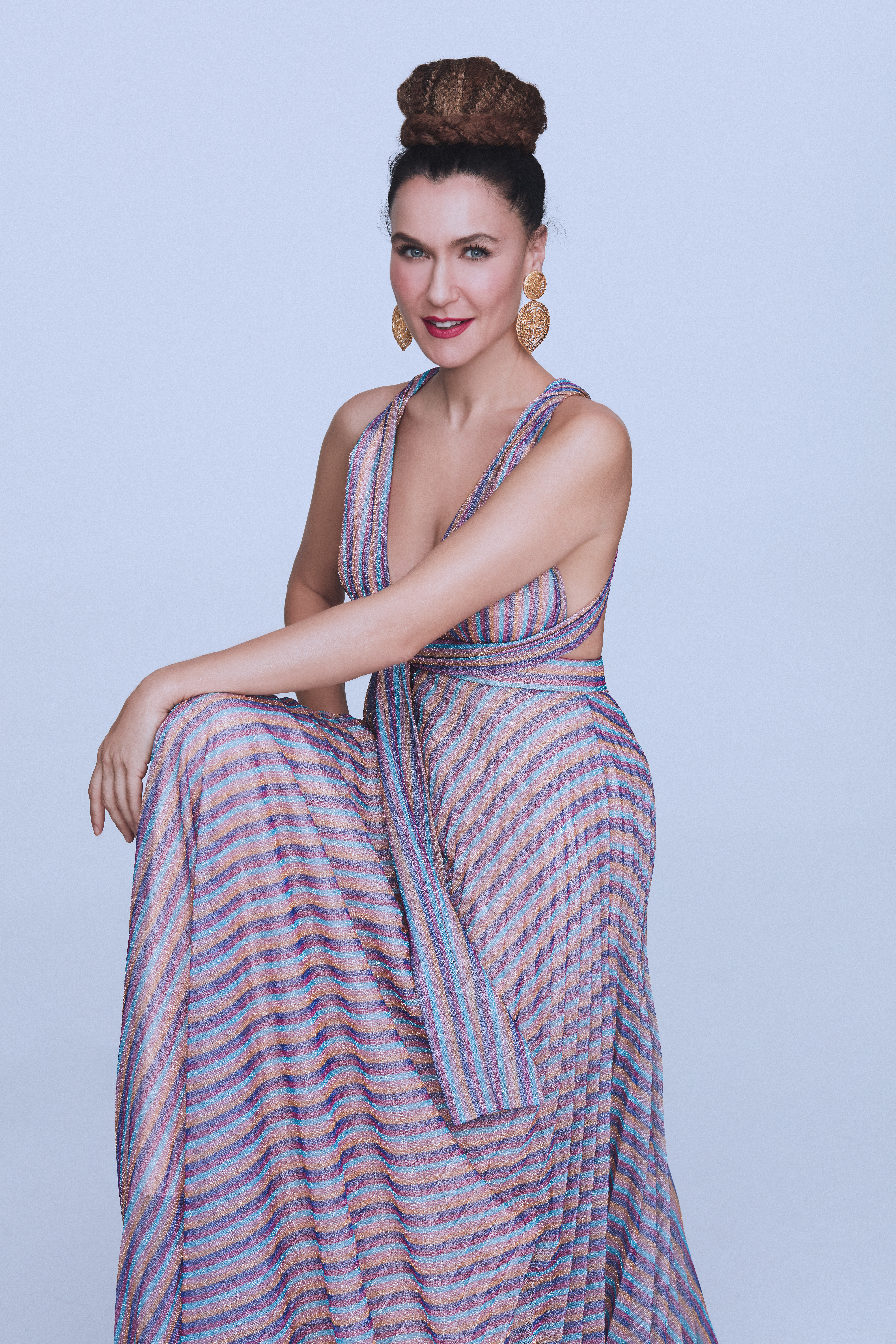
Şevval Sam, 2018

Şevval Sam (* 11. November 1973 in Istanbul, Türkei) ist eine türkische Sängerin und Schauspielerin.

## Leben
Sam ist die Tochter der türkischen Sängerin Leman Sam. Nach dem Besuch der Oberschule studierte sie das Fach Kunst in der Abteilung Graphik und Design an der Istanbuler Marmara-Universität. Aus ihrer Ehe mit dem Fußballer Metin Tekin, mit dem sie von 1993 bis 1999 verheiratet war, hat sie den Sohn Taro Emir Tekin.

## Diskografie

### Alben
- 2006: Sek
- 2007: Istanbul's Secret
- 2008: Karadeniz
- 2010: Has Arabesk
- 2012: II Tek
- 2013: Tango
- 2015: Toprak Kokusu
- 2016: Nanninom
- 2022: Karadeniz II

### EPs
- 2013: Albümlerinden Seçkiler

### Singles (Auswahl)
- 2004: Gelevera Deresi (mit Kâzım Koyuncu)
- 2004: Ben Seni Sevduğumi (mit Kâzım Koyuncu)
- 2006: Bir Fırtına Tuttu Bizi (Selanik Türküsü)
- 2017: Aşk olsun

## Filmrollen
- 2002: Martılar ve Istanbul (Dr. Pinar):„Die Möven und Istanbul“
- 2004: Ziyaret „Besuch“ Kurzfilm
- 2007: Sen Olmak „Du sein“ Kurzfilm
- 2010: Siyah Beyaz  „Schwarz Weiß“ Filmdrama
- 2018: Paranın Kokusu
- 2022: Gönül „Herzlied“ Romantische Komödie

## Fernsehrollen/Serien
- 1993–1997: Süper Baba
- 1996–1996: Feride
- 1999–2000: Aşkın Dağlarda Gezer
- 2002–2003: Gülbeyaz
- 2004–2004: Müjgan Bey
- 2004–2005: Çocuğun Var Derdin Var
- 2005–2005: Yine de Aşığım
- 2008–2008: Derman
- 2012–2012: Acayip Hikayeleri
- 2015–2015: Kara Kutu
- 2016–2017: Bodrum Masali
- 2018–2023: Yasak Elma
- 2024-: Yan Oda

## Auszeichnungen
- 2009: Kral Türkiye Müzik Award in der Kategorie Beste türkische Volksmusikerin
- 2009: Altın Kelebek Award in der Kategorie Beste türkische Volksmusikerin
- 2015: Altın Kelebek Award in der Kategorie Beste türkische Volksmusikerin
- 2022: Altın Kelebek Award in der Kategorie Beste türkische Volksmusikerin